# Distrito de Crucero
El distrito peruano de Crucero es uno de los 10 distritos que conforman la provincia de Carabaya, ubicada en el departamento de Puno, en el sudeste Perú.
Desde el punto de vista jerárquico de la Iglesia católica forma parte de la Prelatura  de Ayaviri en la Arquidiócesis de Arequipa.

## Demografía
La población según censo del año 2007 es de 8.474 habitantes.

## Historia
Durante la colonia, Crucero fue la capital política de la Provincia de Carabaya, por entonces era uno de los pueblitos con mayor población, dado que el territorio provincial de Carabaya era muy extenso y accidentado abarcaba las actuales Sandia, Carabaya y, hasta 1568, la actual Bautista Saavedra del norte de La Paz, Bolivia, y dado, además, que Crucero está ubicada en la parte central y más meridional de todo ese vastísimo territorio, hacía de este pueblito el lugar por el que se accedía desde Azangaro hacia Carabaya, constituía la puerta de entrada por antonomasia a través de ese camino central; los otros caminos de sur a norte, uno por Nuñoa se bifurcaba hacia Corani y hacia Macusani para internarse por ambos lugares a la ceja de selva; el otro de Huancané a Sandia, eran de menor importancia comunicativa.
Por otro lado, el antiquísimo Camino prehispánico de los Callahuayas, recorría la provincia de lado a lado a través de sus terrenos más altos, coincidiendo con el camino principal en Crucero, este cruce vial fue la razón primigenia de su nombre.
Antes de la temprana incursión hispana en Carabaya, Crucero debió tener algún otro nombre del que no se tiene memoria; por estar ubicada a 4.100 m s. n. m. y en una explanada, Crucero gozó de muy pocas otras razones, que no fueran su situación geográfica central, para ostentar su carácter de Capital, de hecho, la Capital administrativa de la provincia, por el clima, es decir, el lugar de residencia predilecta de los administradores provinciales, estaba en Sandia y Ayapata.
Durante la república, Crucero fue inicialmente erigida como la capital provincial, en desmedro de Sandia, los vecinos de este último pueblito, seguramente añorando su carácter capitalino de facto, harían lo imposible por retomar ese epíteto para su terruño, dadas las características de sus reclamos se les haría caso en 1875 creando una nueva provincia llamada Sandia, con Sandia como capital; el nombre antiquísimo hispanizado como Carabaya, quedaría en favor de los territorios no secesionistas. Este hecho haría que Crucero perdiera su carácter céntrico y la razón fundamental de su existencia como capital de provincia.
Aprovechando el valor hegemónico de polo central articulador perdido por Crucero, Agustín Aragón, hizo posible el traslado de la capital de la Carabaya al otro cruce de caminos: Macusani. Al oriente, quedó favorecido con igual honor el pueblo de Sandia.
La bandera del Distrito de Crucero fue creada por Berta Natividad Leqque Mamani, con el apoyo de su señor padre Don Juan Leqque Huisa, distinguiendo 4 colores el blanco, celeste, rojo y verde.
En la actualidad Crucero, distrito de Carabaya, celebra cada 26 de mayo un aniversario más de su creación como distrito de la provincia de Carabya, aunque no haya un documento que acredite que esta fecha haya sido la creación de Crucero.

## Autoridades

### Municipales
- 2023 - 2026[3]
  - Alcalde: Jaime Huisa Cáceres, de Moral y Desarrollo.
  - Regidores:

  1. Rosa Luzmila Carcausto Ñaupa (Moral y Desarrollo)
  2. Gregorio Tipo Quispe (Moral y Desarrollo)
  3. Wendy Turpo Mamani (Moral y Desarrollo)
  4. Oscar Alex Soncco Chui (Moral y Desarrollo)
  5. Zenon Jhonatan Yaguno Turpo (Reforma y Honradez por Más Obras)